# Gruby Albert
Gruby Albert (ang. Fat Albert) – amerykańska komedia z 2004 roku w reżyserii Joela Zwicka. Film powstał w oparciu o komedię Billa Cosby'ego.

## Opis fabuły
Nastoletnia Doris (Kyla Pratt) mieszka w Filadelfii. Zamknęła się w sobie po śmierci ukochanego dziadka. Nieustannie ogląda w samotności kreskówkę pt. Gruby Albert. Wkrótce jej bohater przenika do naszej rzeczywistości. Postanawia pomóc Doris. Angażuje do tego swoich animowanych przyjaciół.

## Obsada
- Kenan Thompson – Gruby Albert
- Kyla Pratt – Doris
- Bill Cosby – Pan Cosby (on sam)
- Dania Ramirez – Laurie Robertson
- Shedrack Anderson III – Rudy
- Omarion – Reggie
- Keith Robinson – Bill
- Marques Houston – Dumb Donald
- Jermaine Williams – Mushmouth
- Aaron A. Frazier – Weird Harold
- Alphonso McAuely – Bucky
- Jeremy Suarez – Russell (głos)
- J. Mack Slaughter, Jr. – Arthur
- Alice Greczyn – Becky